# Svjetska financijska kriza 2007. – 2008.
Financijska kriza 2007. – 2008. godine  označava krizu bankarstva i novčarstva, koja je počela u rano ljeto 2007. godine krizom tržišta nekretnina u Sjedinjenim Američkim Državama (amer. eng. Subprime crisis).
Uzrokovala je svjetske gubitke i stečaje tvrtki iz financijskog sektora, a od kraja 2008., i veliki broj stečaja u tržišnom gospodarstvu.
Uzrok krize uglavnom je bio brzi pad cijena nekretnina u SAD-u nakon dugoga razdoblja rasta visokim razmjerima.
Istodobno sve veći broj dužnika nisu mogao podmirivati kreditne obveze: djelomično zbog rasta kamatne stope i dijelom zbog manjka prihoda. Preprodajom kredita (securitizacijom) bankama u cijelom svijetu, kriza se proširila na cijeli svijet.
U početku su tim problemima bili pogođeni uglavnom tzv. »subprime« krediti, koji su bili namijenjeni kreditiranju osoba s niskim dohodcima i niskim bonitetom. Kriza subprime-ova nije uzrok krize, nego je označila njezin početak u kojem su vlasti SAD-a preuzele kontrolu nad dvijema najvećim hipotekarnim bankama. 
U siječnju 2009. godine Međunarodni monetarni fond procijenio je da svota koju treba otpisati kao gubitak bankarskog sustava na kredite vrijednosnica u SAD-u iznosi 2,2 bilijuna dolara.[nedostaje izvor]

## Nastanak

### Kamatne stope
Krizi je prethodilo dugo razdoblje relativno niskih realnih i nominalnih kamatnih stopa. 
Međutim treba i napomenuti da su kamatne stope od 80-ih godina u svijetu veće od stope rasta bruto domaćeg proizvoda, što je moglo pridonijeti izuzetno dinamičnim razvoju globalnih financijskih tržišta.
Velika novčana štednja u velikom dijelu svijeta tražila je mogućnost isplativog uglaganja na financijskim tržištima i to je dovelo do (iz današnjeg kuta gledanja), podcijenjivanja rizika ulaganja povezanog s hipotekarnim kreditima.
Nakon velikog pada vrijednosti dionica tijekom nastanka dot-com krize središnja američka banka je za stimulaciju američkog gospodarstva snizila kamatne stope na vrlo nisku razinu.
S tim niskim kamatima počeo je ubrzani rast cijena nekretnina u SAD. 
Dodatno je djelovao i vanjskotrgovinski deficit u SAD koji je bio financiran novčanim sredstvima tržišta kapitala.
Kina je značajne dijelove viška prihoda od izvoza ulagala u vrijednosnice Sjedinjenih Država, što je snizilo efektivnu godišnju kamatnu stopu državnih vrijednosnica.
Politika niskih kamatnih stopa je provedena također u velikom dijelu drugih industrijski razvijenih zemalja.

### Proširenje kreditiranja
Zbog niske kamatne stope osobama s nižim prihodima bilo je omogućeno priuštiti si dom. Bodreni takvom politikom, banke su odobravale kredite s promjenjivom kamatnom stopom zajmoprimcima s umjerenim ratingom. Zbog niske kamatne stope, rate su u početku bile male. Rizik od povišenja kamatne stope snosili su dužnici, čega oni često nisu bili svjesni pri dizanju kredita.
Zbog rasta potražnje, rasle su cijene nekretnina. Banke su koristile taj razvoj da bi dužnicima nudile dodatne kredite. Uz stalni rast cijena nekretnina, u slučaju nesolventnosti dužnika, kredit je banka mogla namiriti iz prodaje imovine uz višu tržišnu vrijednost. Banke su se osjećale sigurnima, a uz rast cijena dužnici su vjerovali, da u hitnim slučajevima mogu preprodati nekretninu s dobitkom i vratiti dug hipoteke.
Gradnja velikoga broja nekretnina dovela je do preporoda građevinarstva i rasta potrošačke potražnje.

### Pad vrijednosti nekretnina
Usporavanje gospodarstva SAD-a od 2005. godine, te naknadno povećanje kamatne stope središnje američke banke na do 5,25% u lipnju 2006 je izazvalo lančanu reakciju. Zajmoprimci s niskim dohodcima nakon povećanih stopa promjenjivih kredita nisu više mogli vraćati hipoteke i morali su prodavati svoje kuće. Rastući broj nekretnina na prodaji, koji je kulminirao u srpnju 2006., doveo je do pada vrijednosti nekretnina.
Nesolventnost dužnika je tada dovela i banke i investitore do gubitaka.
U proljeće 2007. u Sjedinjenim Državama nekoliko desetaka banaka, koje su bile specijalizirane na financiranje ove vrste kredita nekretnina, predale su zahtjev za stečaj. 

### Kriza povjerenja na međunarodnim tržištu kapitala
Stečaj Lehman Brothersa 15. rujna 2008.  na svjetskom međubankovnom tržištu je doveo do vrste paralize.

## Koordinirani odgovor središnjih banaka
Od prosinca 2007., Europska središnja banka je ponudila više od 180 milijardi dolara za ublažavanje financijskih napetosti. 
Dana 8. listopada 2008. sedam od vodećih banaka, uključujući Bank of England i Swiss National Bank smanjile su kamatne stope. 
Europska središnja banka smanjila je 6. studenog 2008. kamatnu stopu na 3,25%.

## Prijedlozi za reforme država G-20
14. studenog 2008. održan je Washington prvi sastanak, na vrhu (plus Nizozemska i Španjolska) u Washingtonu sa svrhom savjetovanja o utvrđivanju osnova za reformu međunarodnog financijskog tržišta. Zajednički cilj bi trebalo biti pronaći međunarodne propise za izbjegavanje ponavljanja takve krize. Katalog s približno 50 pojedinačnih mjera je usvojen.  
28 od tih pojedinačnih prijedloga treba biti primljeno do 31. ožujka 2009. 
Sudionici su se izrazili za načela slobodnog tržišta, te otvoreno i učinkovito regulirano poslovanje na financijskim tržištima. Između ostalog dogovorene su sljedeće mjere:
- Veći nadzor agencija za rating,
- Veću regulaciju spekulativnih Hedgefondova i drugih prethodno neuređenih financijskih proizvoda,
- Definicija evaluacije standarda za složene financijske proizvode,
- Povećanje tampon kapitala financijske institucije
- Usklađivanje i revizija računovodstvenih pravila,
- Orijentacija poticajnih sustava za managere u srednjoročne ciljeve,
- Zaštita od nelojalne konkurencije u poreznim oazama,
- Osnaživanje Međunarodnog monetarnog fonda
- Bolja zaštita potrošača kroz transparentne informacije.

Svaka zemlja sudionica pristaje prenijeti mjere u nacionalno zakonodavstvo.